# Lenguas nórdicas
Las lenguas nórdicas, lenguas germánicas septentrionales o lenguas escandinavas constituyen una de las ramas de las lenguas germánicas, una subfamilia de las lenguas indoeuropeas, junto con las lenguas germánicas occidentales y son habladas por los pueblos germánicos septentrionales. 
Derivan del protonórdico y del nórdico antiguo, y son habladas en Dinamarca, Noruega, Suecia, las islas Feroe, Islandia y Groenlandia, así como por una significativa minoría sueca en Finlandia y por grupos de inmigrantes en América del Norte y Australia. 
Aproximadamente 20 millones de personas de los países nórdicos tienen una lengua escandinava como lengua materna.

## Aspectos históricos, sociales y culturales

### Historia
Alrededor del año 200, los hablantes del germánico septentrional se hicieron perceptiblemente distinguibles de otros hablantes germánicos. Entre el 750 y el 1100, los hablantes del germánico septentrional hablaban dialectos que se correspondían con una lengua conocida como danesa, nombre usado para esa lengua hasta el siglo XIII en Suecia. Una inscripción en escritura runa documenta los primeros desarrollos de esta lengua.
Los colonos escandinavos llevaron la lengua danesa a Islandia y a las Islas Feroe hacia el 800. De las modernas lenguas escandinavas, el islandés escrito es el más próximo a esta lengua antigua. Esta lengua danesa estaba muy relacionada con el inglés antiguo, lengua sobre la que los vikingos daneses ejercieron una gran influencia durante su edad vikinga.
Tras los periodos del protonórdico y del nórdico antiguo, las lenguas germánicas septentrionales se desarrollaron en dos ramas: una rama escandinava oriental, que se componía del danés y sueco; y una rama occidental, compuesta por el noruego, feroés e islandés. Una lengua más, conocida como norn, se desarrolló en las islas Órcadas y en las islas Shetland después de que los vikingos se estableciesen allí hacia el año 800; no obstante, la lengua se extinguió hacia el 1700.
En época medieval, los hablantes de todas las lenguas escandinavas podían entenderse entre ellos. Hacia 1600, las ramas oriental y occidental se reconfiguraron desde un punto de vista sintáctico en un grupo insular (islandés y feroés) y un grupo continental (danés, noruego y sueco). La división entre escandinavo insular (ö-nordisk/ø-nordisk) y escandinavo continental (skandinavisk) se desarrolló, principalmente, debido a la distancia geográfica entre las dos regiones y está basada en el grado de mutua comprensibilidad entre las lenguas de los dos grupos.

### Distribución y número de hablantes
Las lenguas nórdicas son lenguas mayoritarias en Dinamarca, Noruega y Suecia, mientras que el finés es hablado por la mayoría en Finlandia. Otra lengua en los países nórdicos es el idioma groenlandés, la lengua oficial de Groenlandia

### Lista de lenguas nórdicas
Todas las lenguas germánicas septentrionales descienden del nórdico antiguo, a su vez descendiente del protonórdico. Las divisiones entre las subfamilias del nórdico no son excesivamente precisas: varias de ellas forman gradaciones continuas, con dialectos adyacentes mutuamente inteligibles y algunos separados pero otros no. 
- Protonórdico (extinto)
- Nórdico antiguo (extinto)
  - Escandinavo occidental
    - Nórdico groenlandés (extinto)
    - Islandés
    - Feroés
    - Norn (extinto)
    - Noruego
      - Trøndersk (Trøndelag)
      - Bokmål (estándar escrito del noruego)
      - Nynorsk (estándar escrito del noruego)
      - Østlandsk
      - Vestlandsk
      - Nord-Norsk
      - Sørlandsk

  - Escandinavo oriental
    - Danés
    - Selandia (sjællandsk, danés central-del este)
    - Jutlandia (jysk, danés occidental)
    - Bornholm (bornholmsk, danés oriental)
    - Fionia (fynsk, danés central)

  - Sueco
    - Sveamål (Sueonia)
    - Norrländska mål (Norlandia)
    - Götamål (Gotia)
    - Östsvenska mål (Finlandia)
    - Sydsvenska mål (Blekinge, Halland, Escania)

  - Gútnico
    - Gútnico antiguo (Gotlandia)
    - Gútnico (Gotlandia)

Además de las dos normas oficiales escritas del noruego, existen dos normas no oficiales establecidas: riksmål, similar pero más conservadora que el bokmål, que es usada por mucha gente, especialmente en las ciudades; y høgnorsk, «noruego culto», similar al nynorsk, usado por una minoría.
El jamtlándico comparte muchas características tanto con el trøndersk como con el norrländskamål. Debido a su ambigua posición, se discute si el jamtlándico pertenece al nórdico septentrional o al oriental.
El elfdaliano, generalmente considerado un dialecto del sveamål, tiene hoy en día una ortografía oficial y es, debido a la imposibilidad de inteligibilidad mutua con el sueco, considerado como una lengua distinta por muchos lingüistas.

### Otras lenguas de Escandinavia
Las lenguas sami forman un grupo sin relación que ha coexistido con el grupo nórdico en Escandinavia desde la prehistoria. Las lenguas sami, junto con el finés y el carelio, forman parte del grupo de lenguas fino-úgrico. En contextos inter-nórdicos, los textos son hoy en día frecuentemente presentados en tres versiones: finesa, islandesa y en danés, noruego o sueco.

## Descripción lingüística

### Clasificación

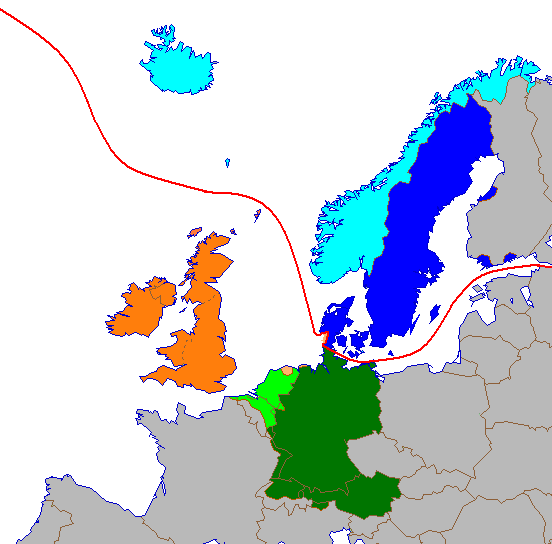
Las lenguas germánicas de Europa están divididas en lenguas germánicas septentrionales y occidentales
Neerlandés (germánico occidental)
Alto alemán (germánico occidental)
Anglo-frisón insular (germánico occidental)
Anglo-frisón continental (germánico occidental)
Escandinavo oriental (germánico septentrional)
Escandinavo occidental (germánico septentrional)
Línea que señala la división entre las lenguas germánicas septentrionales y occidentales.

La lingüística histórica diferencia entre dos ramas principales: lenguas escandinavas occidentales (noruego, feroés e islandés) y lenguas escandinavas orientales (danés y sueco), todas ellas con sus respectivos dialectos y variantes. Las dos ramas derivan, respectivamente, de los dialectos occidental y oriental del nórdico antiguo. Hubo también una rama denominada gútnico antiguo hablada en la isla de Gotlandia. Las lenguas escandinavas orientales (y el noruego moderno a través del danés) fueron muy influidas por el bajo alemán durante el periodo de la expansión hanseática. 
En la actualidad, los préstamos del inglés están influyendo en estas lenguas. Un informe del año 2005 sobre palabras usadas por hablantes de las lenguas escandinavas mostró que el número de préstamos del inglés usados en las lenguas se había duplicado en los últimos 30 años y que ahora constituye el 12% de su léxico. El islandés ha importado un menor número de palabras inglesas que otras lenguas escandinavas, a pesar de ser el país en el que más se usa el inglés.
Existe otro modo de clasificar las lenguas, centrado más en la mutua inteligibilidad que en el modelo arbóreo, que sitúa al noruego, danés y sueco como miembros del escandinavo continental y al feroés e islandés como escandinavo insular. Como resultado, el danés y el noruego resultan más inteligibles entre sí que cada uno respecto del sueco. Debido a la larga unión política entre Noruega y Dinamarca, el noruego estándar bokmål contiene mucho vocabulario danés. Sin embargo, debido a que el danés ha desarrollado una gran distancia entre sus versiones oral y escrita, los hablantes de sueco y noruego con frecuencia consideran el danés difícil de entender. El menor grado de inteligibilidad se da entre el danés oral y el sueco. Además, a causa de la pronunciación del danés, a los suecos les resulta más fácil entender el noruego que el danés. Un aserto humorístico sobre el noruego, que viene a sintetizar las similitudes y diferencias entre lenguas, dice que el "noruego es danés dicho en sueco". En la lengua escrita, el danés es relativamente próximo a otras lengua escandinavas continentales, pero el desarrollo fonético del danés hablado implica reducción y asimilación de consonantes y vocales, así como los rasgos prosódicos llamados stød en danés (lit. "push; thrust"), desarrollos que no se han dado en otras lenguas. Las relaciones entre las tres lenguas queda resumida en el diagrama adjunto.
Respecto a la clasificación interna, el proyecto comparativo ASJP encuentra el siguiente árbol cladístico basado en la distancia de Levenshtein sobre elementos de una lista léxica:

|  | Nórdico groenlandés (†) |
|  |                         |
|  | Islandés                |
|  |                         |

|  | Norn (†) |
|  |          |
|  | Feroés   |
|  |          |

|  | Nórdico groenlandés (†) |
|  |                         |
|  | Islandés                |
|  |                         |

|  | Norn (†) |
|  |          |
|  | Feroés   |
|  |          |

|  | Danés          |
|  |                |
|  | Noruego bokmål |
|  |                |

|  | Noruego nynorsk      |
|  |                      |
|  | Jamtlándico (jamska) |
|  |                      |

|  | Dalecarliano |
|  |              |
|  | Sueco        |
|  |              |

|  | Noruego nynorsk      |
|  |                      |
|  | Jamtlándico (jamska) |
|  |                      |

|  | Dalecarliano |
|  |              |
|  | Sueco        |
|  |              |

|  | Danés          |
|  |                |
|  | Noruego bokmål |
|  |                |

|  | Noruego nynorsk      |
|  |                      |
|  | Jamtlándico (jamska) |
|  |                      |

|  | Dalecarliano |
|  |              |
|  | Sueco        |
|  |              |

|  | Noruego nynorsk      |
|  |                      |
|  | Jamtlándico (jamska) |
|  |                      |

|  | Dalecarliano |
|  |              |
|  | Sueco        |
|  |              |

|  | Nórdico groenlandés (†) |
|  |                         |
|  | Islandés                |
|  |                         |

|  | Norn (†) |
|  |          |
|  | Feroés   |
|  |          |

|  | Nórdico groenlandés (†) |
|  |                         |
|  | Islandés                |
|  |                         |

|  | Norn (†) |
|  |          |
|  | Feroés   |
|  |          |

|  | Danés          |
|  |                |
|  | Noruego bokmål |
|  |                |

|  | Noruego nynorsk      |
|  |                      |
|  | Jamtlándico (jamska) |
|  |                      |

|  | Dalecarliano |
|  |              |
|  | Sueco        |
|  |              |

|  | Noruego nynorsk      |
|  |                      |
|  | Jamtlándico (jamska) |
|  |                      |

|  | Dalecarliano |
|  |              |
|  | Sueco        |
|  |              |

|  | Danés          |
|  |                |
|  | Noruego bokmål |
|  |                |

|  | Noruego nynorsk      |
|  |                      |
|  | Jamtlándico (jamska) |
|  |                      |

|  | Dalecarliano |
|  |              |
|  | Sueco        |
|  |              |

|  | Noruego nynorsk      |
|  |                      |
|  | Jamtlándico (jamska) |
|  |                      |

|  | Dalecarliano |
|  |              |
|  | Sueco        |
|  |              |

### Comprensibilidad mutua
La mutua comprensibilidad entre las lenguas escandinavas continentales es asimétrica. Varios estudios han demostrado que los hablantes de noruego son los mejores a la hora de entender en Escandinavia las otras lenguas del grupo. De acuerdo con un estudio realizado durante los años 2002-2005 por la Nordic Cultural Fund, los hablantes de sueco de Estocolmo y los hablantes de danés de Copenhague tienen más dificultad a la hora de comprender otras lenguas nórdicas. El estudio, que se centra principalmente en hablantes nativos de menos de 25 años de edad, muestra que la habilidad más baja para comprender otra lengua es demostrada por los jóvenes de Estocolmo en relación con el danés, generando la menor habilidad dentro de todo el estudio. La variación más grande en los resultados entre participantes dentro del mismo país se dio también en los hablantes de sueco. Los participantes de Malmö, situada en la provincia más meridional de Suecia, Escania, demostraron una mejor comprensión del danés que los hablantes de sueco del norte. El acceso a la televisión y radio danesas, los trenes directos a Copenhague por el puente de Øresund y un gran número de transbordadores en la región de Øresund, contribuyen a un mejor conocimiento del danés oral y un mejor conocimiento de palabras danesas entre la gente de Escania. De acuerdo con el estudio, los jóvenes de Escania estaban mejor preparados para entender el danés que el noruego.
Los resultados del estudio acerca del conocimiento de los jóvenes nativos escandinavos sobre otras lenguas escandinavas continentales se resumen en la siguiente tabla (la puntuación máxima era 10.0):
| Ciudad     | Comprensión del danés | Comprensión del sueco | Comprensión del noruego | Puntuación |
| ---------- | --------------------- | --------------------- | ----------------------- | ---------- |
| Århus      |                       | 3.74                  | 4.68                    | 4.21       |
| Copenhague |                       | 3.60                  | 4.13                    | 3.87       |
| Malmö      | 5.08                  |                       | 4.97                    | 5.02       |
| Estocolmo  | 3.46                  |                       | 5.56                    | 4.51       |
| Bergen     | 6.50                  | 6.15                  |                         | 6.32       |
| Oslo       | 6.57                  | 7.12                  |                         | 6.85       |

Los hablantes de feroés (del grupo de lenguas escandinavas insulares) son incluso mejores que los noruegos en la comprensión de dos o más lenguas del grupo escandinavo continental, alcanzando las mejores puntuaciones tanto en danés (que estudian en la escuela) como en noruego, y teniendo las más altas puntuaciones en una lengua escandinava que no sea la lengua nativa, así como la puntuación media más alta. Cuando fueron encuestados los hablantes de feroés e islandés acerca de cuánto entendían las tres lenguas escandinavas continentales, los resultados fueron los siguientes (la puntuación máxima era 10.0):
| Área/ País  | Comprensión del danés | Comprensión del sueco | Comprensión del noruego | Puntuación |
| ----------- | --------------------- | --------------------- | ----------------------- | ---------- |
| Islas Feroe | 8.28                  | 5.75                  | 7.00                    | 7.01       |
| Islandia    | 5.36                  | 3.34                  | 3.40                    | 4.19       |

Las lenguas nórdicas son, con frecuencia, citadas como prueba del aforismo que dice que "Una lengua es un dialecto con un ejército y una marina". Las diferencias interdialectales dentro de Noruega, Suecia y Dinamarca pueden ser más grandes que las diferencias entre fronteras, pero la independencia política de estos países lleva a clasificar al escandinavo continental en noruego, sueco y danés en la mentalidad popular así como entre muchos lingüistas. Esto se debe también a la gran influencia de las lenguas estándares, particularmente en Suecia y Dinamarca. Aun cuando la política lingüística de Noruega ha sido bastante tolerante con la variación dialectal rural, el dialecto de prestigio conocido habitualmente como "Noruego urbano oriental", principalmente hablado en y alrededor de la región de Oslo, puede ser considerado absolutamente normativo. La creación del nynorsk al margen de los dialectos tras la independencia de Noruega respecto de Dinamarca en 1814 fue un intento de hacer las divisiones lingüísticas al margen de las políticas.

### Comparación léxica
Los numerales para diferentes lenguas nórdicas son:
| GLOSA | Rúnico | Antiguo nórdico | Nórdico occidental | Nórdico occidental | Nórdico oriental | Nórdico oriental | Nórdico oriental | Nórdico oriental | Nórdico oriental | PROTO- NÓRDICO       |
| GLOSA | Rúnico | Antiguo nórdico | Islandés           | Feroés             | Danés            | Noruego bokmal   | Skane            | Sueco            | Dalecar- liano   | PROTO- NÓRDICO       |
| ----- | ------ | --------------- | ------------------ | ------------------ | ---------------- | ---------------- | ---------------- | ---------------- | ---------------- | -------------------- |
| '1'   | æinn   | einn            | einn eitn          | ein ain            | en ɛːʔn          | en eːn           | en eɪːn          | en ɛn            | ien ĩɛ̃n          | *einn                |
| '2'   | tvæiŕ  | tveir           | tveir tʰveiːɾ      | tveir tʰveiːɾ      | to toːʔ          | to tuː           | tvåo tveu        | två tvoː         | twer tweːr       | *twei(r) (<*twei(z)) |
| '3'   | þrīŕ   | thrír           | þrír θɾiːɾ         | tríggir tʰɹʊd̥͡ʒːɪɹ  | tre tʁ̥æjʔ        | tre treː         | trei tʁeɪ        | tre treː         | trair            | *þreir (<*þreiz)     |
| '4'   | fiūriŕ | fjórir          | fjórir ˈfjouːɾɪɾ   | fýra ˈfʊiɹa        | fire ˈfiːʌ       | fire ̌fiːrə       | fyra ˈføyːʁa     | fyra fyːra       | fiuorer ˈfiɯuːra | *fjōrir              |
| '5'   | fǣmm   | fimm            | fimm fɪmː          | fimm fɪmː          | fem fɛmʔ         | fem fɛmː         | fem feam         | fem fɛm          | fem fɛm          | *fimm                |
| '6'   | sæx    | sex             | sex sɛxs           | seks sɛg̊s          | seks sɛg̥s        | seks sɛks        | sex seaks        | sex sɛks         | sjäx sjæks       | *seks                |
| '7'   | siū    | sjau            | sjö sjœː           | sjey ʃɛi           | syv sywʔ         | syv syːv         | sju ɧuɯː         | sju ɧɯː          | sju sjɯː         | *sjū-                |
| '8'   | ātta   | átta            | átta ˈauhta        | átta ˈɔʰtːa        | otte ˈɔːd̥ə       | åtte ̌ɔtːə        | åtta ˈɔata       | åtta ˈɔta        | åtta ˈɔta        | *ātta                |
| '9'   | nīu    | níu             | níu niːʏ           | níggju ˈnʊd̥͡ʒːʊ     | ni niːʔ          | ni niː           | nie ˈneiːjə      | nio niːʊ         | niu nĩːɵ         | *nīu                 |
| '10'  | tīu    | tíu             | tíu tʰiːʏ          | tíggju ˈtʰʊd̥͡ʒːʊ    | ti tiːʔ          | ti tiː           | tie ˈteiːjə      | tio tiːʊ         | tiu tĩːɵ         | *tīu                 |
Cuando existen formas en cursivas junto a formas sin cursiva, las primeras refieren a la ortografía y las segundas a la pronunciación moderna.